# Пиріжна
Пирі́жна — село Кодимської міської громади у Подільському районі Одеської області, Україна.
З північно-східної сторони села Пиріжна від сіл Козлівка, Луги, Бритавка розкинувся великий густий ліс. Його ще називають Чорний ліс, у якому водяться дикі свині, кози, лосі, борсуки, лисиці, зайці та багато інших звірів і птахів. В лісі ростуть дуб, ясен, граб, липа, берест, береза, сосна, ялинка, осика, акація, рідко зустрічається бук. Ліс служить основним паливним і будівельним матеріалом.
З південно-західної сторони від м. Кодими і сіл Серби та Гонорівка проходить залізнична колія Київ-Одеса.
Через все село тече річка Мала Савранка. В ній колись водились черепахи, в'юни, тритони, п'явки, ондатри, а тепер їх майже немає.

У ставках розводять такі види риби: короп, карась, окунь і білий амур. Річка бере свій початок за селом із великого джерела, що називається Криничками. Це особливе місце. Кожної Десятої п'ятниці, після Пасхи біля цієї криниці батюшки читають молитви. Старі жителі нашого села розповідали, що колись сюди приходили в цей день священики із Києва і тут проводили службу.

## Історія
Є легенда, що тут колись жив поміщик Пирогов і від нього пішла назва села. Інша легенда говорить про те, що тут оселився козак-втікач Пирогов.
Розповідають, що на військовій карті штабу Другої Армії село зазначено як Пирогово. Але на фотокопії карти 1862 року, наше село зазначене назвою Пиріжна. Згідно з архівними даними Ольгопольського повіту, до якого відносилась Пиріжна, у селі проживало в 1857 році 1096 чоловіків і 1076 жінок. У 1870 році була церковно-приходська школа. Крім того, була школа грамоти в найманій хаті. Пиріжна відносилась до Кам'янець-Подільської губернії, Ольгопольського повіту, Лугської (с. Луги) волості.
Ще одна виписка з книги «Населеныя Мъеста Подольской губерніи. Изданіе Подольского Губернскаго Статестическаго Комітета. 1905 г.» Село Пиріжна належить Н. Н. Чарномському. В селі 522 хати, 2257 жителів. Віддаль до повітного міста 33 версти, місценаходження волосної управи — 10 верст, найближча поштова станція (куди адресується кореспонденція) — місто Кодима (6 вест). Найближча земська станція місто Кодима. Найближча залізнична станція — «Кодима» (6 верст) і Попелюхи (8 верст). В селі була православна церква, церковно-приходська школа і школа грамоти. Багато селян займались гончарним ремеслом. Майже кожна сім'я вирощувала прядиво (коноплі). Його замочували в річці, сушили, били в клоччя, а потім ткали килими, рядна, рушники, скатерки, шили одяг. Взуття шили зі шкіри тварин. За селом були два вітрові млини. Один належав Заболотному Володимиру, а другий — Мартину. Вони знаходилися біля дороги від Гарячівки до тракторної бригади. В 20-ті роки в селі збудували новий млин та олійню. Хати будували в основному з дерева, болота і глини. Покривали соломою. Майже все, що було необхідно для життя селян, вироблялося в селі.
У 1857 році в Пиріжні збудували велику кам'яну церкву. До того часу вона була дерев'яна, згодом її продали в село Козлівка. Іконостас старої церкви перенесли в нову. Але в 1869 році селяни зібрали 2700 крб. і замовили новий Іконостас. Ікони Божої Матері і Спасителя, писані рукою видатного архієпископа Могилевського і Мстиславського Анатолія, жителя Подольської губернії. (В 10 п'ятницю після святої Пасхи в селі роблять Хресний хід до криниць з назвою «Демковими» (нині Кринички). Знаменитим священиком був Іоанн Мартиновський (з 1817—1854 р.р.) (виписано з Ольгопольського архіву). На той час в Пиріжні було близько 2000 га землі. З цієї кількості землі належало: а) пану Чарномінському — 300 га; б) заможні селяни — 500 га; в) середняки — 200 га; г) бідняки — 200 га; д) піп — 50 га.
На землях, що належали пиріжнянських жителям, була прокладена залізниця Київ-Одеса. За ці землі вони отримали значну компенсацію від держави.
7 (20) листопада 1917 року, відповідно до Третього Універсалу Української Центральної Ради, увійшло до складу Української Народної Республіки.
У 1922—1923 роках почалося кооперування населення: створюються сільські споживчі товариства. У 1929 році, під час примусової колективізації, було створено колгоспи: «Червона зірка» та «17-річчя Жовтня».
Під час організованого радянською владою Голодомору 1932—1933 років помер щонайменше 21 житель села.
У середині тридцятих років в селі з'явився перший трактор. Згодом з'явились машини. У тридцяті роки в Пиріжні була школа семирічка. У селі зачинили церкву. Через деякий час там зробили тимчасовий клуб.
У 1939 році була часткова мобілізація дорослих чоловіків на війну з Фінляндією, Бессарабією та Західною Україною. Після нападу Німеччини на Радянський Союз 22 червня 1941 року в селі мобілізували на фронт усіх дорослих чоловіків.
Колона німецьких військ на машинах і мотоциклах в'їхали в село Пиріжну із сторони Чорномина. Румуни дозволили відновити в селі церкву.
Весною, 14 березня 1944 року, коли німецькі війська відступали, партизани напали на них. Бій тривав цілий день. Це відбулося в Чорному лісі, на дорозі між Пиріжною і Бритавкою.
Згодом, 22 березня 1944 року в село Пиріжну вступили радянські війська. Це була 8 гвардійська Червонопрапорна, Ордена Суворова II ступеня танкова бригада, якою командував полковник Орлов, та 122 і 124 гвардійські, стрілецькі полки під командуванням генерала К. Н. Цвєткова. Після звільнення Пиріжни від німців, всіх юнаків, які досягли 18 років, забрали на фронт.
Під кінець 1945 року почали повертатись з фронту солдати. Війна уже закінчилась. Але 212 односельчан залишились на полях битви. Їх імена викарбувані на меморіальних плитах.
У 1947 році село постраждало від голоду. Виживали хто як міг. Розповідають, що в діжках квасили цвіт акації і їли. Вживали з дубів жолуддя, варили шкіряне взуття.
З часом молодь села почали забирати на відбудову вугільних шахт Донбасу. На початку 50-х років хлопців та дівчат почали відправляти в Казахстан для підняття цілини. Багато наших мешканців залишились жити в тих містах.
У 1953 році колгоспи «Червона Зірка» та «17-річчя Жовтня» об'єднали і утворили один колгосп під назвою «Червона Зірка». Головою колгоспу обрали Шепітка Прокопа Гавриловича.
Указом Президії Верховної Ради УРСР від 22 травня 1957 року село Пиріжна було приєднано до Кодимського району Одеської області.
До того часу Пиріжна відносилась до Чечельницького району Вінницької області.
З 1957—1958 р. колгосп побудував 2 свинарники і три телятники. В тому ж році село було радіофіковано. А в 1958 році центр села і ферми були електрифіковані. В селі знаходилось поштове відділення і був телефон.
Загальна чисельність населення села в 1959 році становила 2245 осіб, з них чоловіків — 942, жінок — 1303.
11 лютого 1959 року об'єднали Пиріжнянський та Івашківській колгоспи і об'єднаний колгосп отримав назву «ім. XXI з'їзду КПРС».
У 1960 році зачинили церкву. В ній тимчасово розмістили шкільну майстерню.
У грудні того ж року пройшла реорганізація районів. Кодимський район ліквідовано і влито в Балтський район. З 1 січня 1963 року с. Пиріжна стала Балтського району.
До школи добудували ще 6 класних кімнат. Також закінчили будівництво дитячого садочка; млина, який почав працювати, свинарника, будинку тваринника на МТФ.
З січня 1965 р. Указом Президії Верховної Ради УРСР знову створено Кодимський район. Пиріжна стала відноситись до Кодимського району Одеської області. В квітні вийшов перший номер районної газети «Червона Зірка».
У 1968—1969 роках було побудовано дорогу Пиріжна — Кодима.
Між селом і районним центром почав курсувати маршрутний автобус. До ладу став новий магазин, лазня, медпункт, кормоцех. В Будинку культури відкрили краєзнавчий музей.
З 1 квітня 1978 року Указом Президії Верховної Ради УРСР в с. Пиріжна знову створено Сільську Раду. Вона розташувалась в приміщенні контори колгоспу.
3 грудня 1990 року в день святого Андрія в церкві знову почали правити богослужіння. Першим священнослужителем став випускник Одеської духовної семінарії Білоус Анатолій Пантелеймонович.
Колишній орган місцевого самоврядування — Пиріжнянська сільська рада.
12 червня 2020 року, відповідно до Розпорядження Кабінету Міністрів України від № 724-р «Про визначення адміністративних центрів та затвердження територій територіальних громад Одеської області», увійшло до складу Кодимської міської територіальної громади.
19 липня 2020 року, в результаті адміністративно-територіальної реформи і ліквідації Кодимського району, село увійшло до складу новоутвореного Подільського району.

## Населення
Згідно з переписом УРСР 1989 року чисельність наявного населення села становила 1501 особа, з яких 640 чоловіків та 861 жінка.
За переписом населення України 2001 року в селі мешкало 1319 осіб.

### Мова
Розподіл населення за рідною мовою за даними перепису 2001 року:
| Мова       | Кількість | Відсоток |
| ---------- | --------- | -------- |
| українська | 1312      | 99.24%   |
| російська  | 6         | 0.44%    |
| білоруська | 1         | 0.08%    |
| болгарська | 1         | 0.08%    |
| румунська  | 1         | 0.08%    |
| гагаузька  | 1         | 0.08%    |
| Усього     | 1322      | 100%     |

## Відомі люди
Сузір'я талантів і майстрів Наше село багате на талановитих людей і хороших майстрів. З давніх часів у Пиріжні розвивалось гончарство. Спочатку це було як необхідність для життя, побуту. Але з часом почали виробляти, як художні, гончарні вироби. Їх розмальовували, покривали поливою (полива — це розтоплене олово, яке безперервно мішали доки не утворювався з нього порошок. Потім тим порошком посипали гончарні вироби і ставили знову випалювати, після цього вони ставали гладенькі і блищали). Найбільше виробляли гончарного посуду, який використовувався у побуті: миски, горщики, баньки, гладущики, макітри, друшляки, лохані, щоб місити тісто, слоїки для зберігання в'ялених сливок, великі баньки для зберігання горілки, горшки близнята, у яких носили на поле їжу, риночки для випікання пасок. Робили вироби для вина у вигляді різних тварин: котики, баранчики, півники, а також сопілки, свистунчики. Неперевершеним майстром гончарної справи був Анатолій Якимович Ткачук. Коли він робив горщики або глечики, то вони в нього були неначе з форми вилиті. Всі однакового розміру, конфігурації і товщини. Його роботи були на різних виставках. Хорошим гончарним майстром був і його брат Володимир Якимович Ткачук. Слід зазначити, що гончарна справа — це дуже важка робота. Копали глину на полях. Частіше всього носили її в мішках на плечах. У різних місцях глина має різні властивості. Тому для глечиків і баньок підходила одна глина, а для горщиків треба було іншої. Після того її замочували, довго ретельно місили, вибирали корінці, робили виріб, довго сушили багато раз переставляючи. Потім в горенах випалювали, поступово піднімаючи температуру до 1000 градусів тепла. Цією роботою займалися також і жінки. Довгий час гончарною справою займалися дві сестри: Надія Данилівна Студенюк і Тетяна Данилівна Ткачук. Хороший гончарний майстер була Лідія Михайлівна Обушенко. Всі вони працювали на колгоспній гончарні. Крім них, у домашніх умовах також робили гончарні вироби Обжелянський Антип, Пенчак Андрій, Пантелішен Іван, Десятник Артемон, Гончар Григорій, Прокопчук Тихон, Заболотний Василь, Колісник Григорій, Десятник Федір, Бесараб Іван та інші. Найбільш поширеним виробом мистецтва були вишиванки. Приємно, що традицію вишивання продовжують і до наших днів молоді господині: Анастасія Василівна Грінченко, Тетяна Анатоліївна Колдубенко, Галина Володимирівна Гук, Марія Афанасіївна Серебрій, Віра Михайлівна Олійник, Галина Василівна Обушенко, Ольга Василівна Криворука, Ганна Григорівна Недбалю, Галина Михайлівна Петрик, Ніна Павлівна Носульчак, Галина Василівна Грінченко, Галина Григорівна Заболотна та інші.
В селі є багато майстрів в'язання на шпицях. Светри, вив'язані їхніми руками, справжні витвори мистецтва, один не схожий на іншого. В'яжуть шарфи, шкарпетки, шапочки, дитячі костюми. Дуже добре, що ремесло в'язати продовжують і розвивають наші молоді господарки: Галина Володимирівна Гук, Любов Костянтинівна Криворука, Віра Олександрівна Снігур, Ольга Михайлівна Марчук, Ірина Олексіївна Ткачук, Світлана Олексіївна Явдощук, Галина Михайлівна Петрик, Олена Федорівна Мальчевська, Любов Федорівна Гранчак. Також було дуже поширене ткацтво. Ним займались до 80-х років. Самі верстаки збереглися в стареньких людей до нинішніх часів. Колись ткали тканини для одежі, та коли
почали завозити в крамницю фабричні тканини, ткали килими, рядна, килимові доріжки, скатерки, рушники, хустки. Майстрині, які ткали до недавніх часів: Студенюк Афія Яківна, якій в цьому 2005 році, виповниться 100 років. Її роботу на ткацькому верстаті знімали для телебачення; Обжелянську Тетяна Кирилівна, яка до недавніх часів ткала рушники, доріжки; Десятник Югена, Десятник Надія, Грінченко Ольга Євдокимівна, Обжелянську Параска, Носульчак Марина, Петрик Ганна, Адамова Соломія.